# Red/black concept

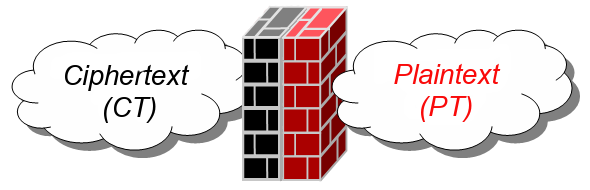
Red/black box

Das red/black concept (dt. rot/schwarz-Konzept) beschreibt eine sichere Abschottung in kryptografischen Umgebungen zwischen den unverschlüsselten (Plaintext) heiklen oder klassifizierten Informationen (red signals / rote Signale) von den verschlüsselten Informationen, auch Ciphertext genannt (black signals / schwarze Signale).
Im NSA-Jargon werden Verschlüsselungsgeräte oft „blackers“ genannt, da sie rote (unverschlüsselte) Daten in schwarze (verschlüsselte) Signale konvertieren. Der TEMPEST-Standard schreibt in NSTISSAM Tempest/2-95 eine Mindestabschirmung oder eine physikalische Mindestdistanz zwischen Kabeln oder Hardware für Red- und Black-Signale vor.
Verschiedene Organisationen haben verschiedene Anforderungen für die Trennung von Red- und Black-Glasfaserkabeln. Die Red/Black-Terminologie wird außerdem im Bereich kryptografischer Schlüssel verwendet:
- Black keys wurden ihrerseits mit einem Key Encryption Key (KEK) verschlüsselt und sind daher sicher.
- Red keys sind nicht verschlüsselt und müssen daher als hochsensibles Material betrachtet werden.[2]